# Alpha-Latrotoxin
Alpha-Latrotoxin (α-LTX) ist ein Nervengift und Hauptbestandteil des von Spinnen der Gattung Echte Witwen (Latrodectus) in den Giftdrüsen produzierten Giftgemischs.

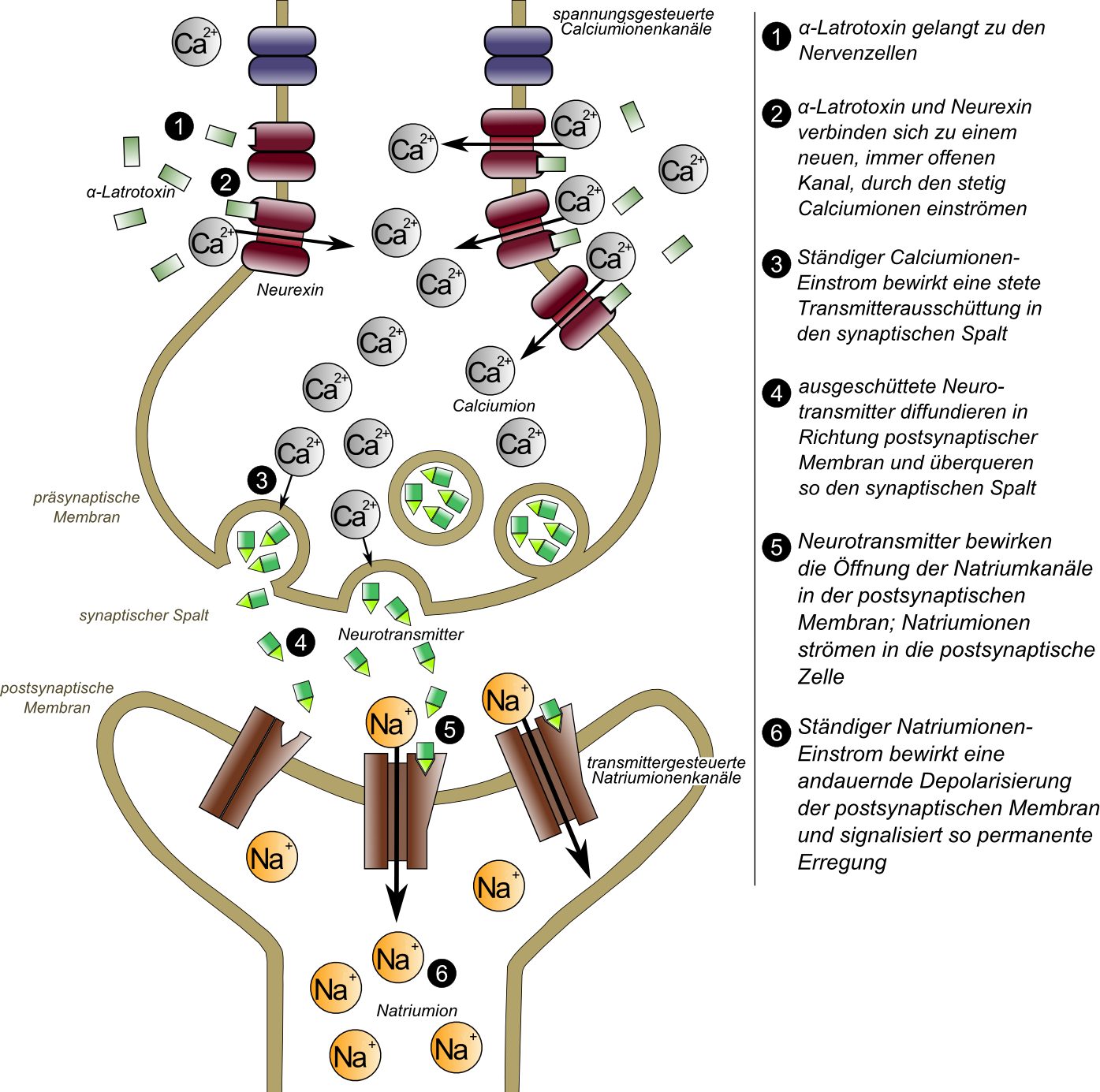
Schematische Darstellung der Alpha-Latrotoxin-Wirkungsweise auf die Nervenzelle

## Wirkungsweise
Alpha-Latrotoxin ist ein relativ großmolekulares Protein, das seine Wirkung am peripheren Nervensystem entfaltet. Es wirkt als Toxin, indem es in der präsynaptischen Nervenzelle zusätzliche Calcium-Kanäle öffnet, an deren Struktur das Toxin wahrscheinlich selbst maßgeblich beteiligt ist und die besonders für Calciumionen (Ca2+) durchlässig sind. Durch den Calciumionen-Einstrom in die Zelle werden ständig Neurotransmitter abgegeben (Exozytose), was ein andauerndes nervöses Signal in Form von hohen Aktionspotentialfrequenzen zur Folge hat. Es kommt zu Krämpfen. Zum Tod führt das Gift, wenn die Krämpfe das Atemsystem befallen und zur Erstickung (durch Atemstillstand oder durch Ödeme) führen.